# Red Bull Racing RB20
Red Bull Racing RB20 — болід Формули-1, розроблений і виготовлений Ред Булл для участі в чемпіонаті Формули-1 2024. Автомобіль, який став наступником домінантного RB19, був представлений на заводі команди в Мілтон-Кінс 15 лютого 2024 року. Пілотами стали чинний чемпіон Макс Ферстаппен та Серхіо Перес.

## Підсумки сезону
Після передсезонних тестів у Сахірі на Міжнародному автодромі Бахрейну чинний чемпіон Макс Ферстаппен висловив своє «задоволення» характеристиками автомобіля. Команда встановила найкращий час лише в перший день тестування та вирішили не зосереджуватися на встановленні найшвидших кіл в наступні дні. Перевага RB20 над конкурентами підтвердилась на наступному Гран-прі Бахрейну, де Ферстаппен здобув поул та переміг в гонці, здобувши свій п'ятий великий шлем. Його напарник Серхіо Перес фінішував другим, відставши від нього на 22 секунди. Ферстаппен здобув ще одну домінантну перемогу на Гран-прі Саудівської Аравії. Тим часом Перес знову фінішував на другому місці, цього разу відставши від нього на 13 секунд. Це стало 100-м подіумом у кар'єрі Ферстаппена.
На Гран-прі Австралії Ферстаппен знову стартував із поулу, але в гонці зіштовхнувся з проблемами після того, як у нього відмовили гальма, що призвело до його першого сходу з гонки за останні два роки (останній схід стався в Австралії у 2022 році), що дозволило Карлосу Сайнсу-молодшому з Феррарі здобути перемогу. Перес кваліфікувався третім, але отримав штраф у вигляді трьох місць на стартовій решітці та фінішував п'ятим в гонці.

## Результати
| Приклад                  | Опис                                                              |
| ------------------------ | ----------------------------------------------------------------- |
| 1                        | Переможець                                                        |
| 2                        | Друге місце                                                       |
| 3                        | Третє місце                                                       |
| 5                        | Фінішував у очковій зоні                                          |
| 12                       | Фінішував поза очковою зоною                                      |
| НКЛ                      | Фінішував, але не класифікований                                  |
| Схід                     | Не фінішував і не класифікований                                  |
| НКВ                      | Не кваліфікований                                                 |
| НПКВ                     | Не передкваліфікований                                            |
| ДСК                      | Дискваліфікований                                                 |
| тест                     | Тестер по п'ятницях                                               |
| НС                       | Брав участь у Гран-прі як бойовий пілот, але не стартував у гонці |
| Т                        | Травмований чи хворий                                             |
| Викл                     | Виключений із протоколу                                           |
| Від                      | Відмова від участі                                                |
| НТР                      | Не брав участі в тренуваннях                                      |
| НПР                      | Не прибув на Гран-прі                                             |
| С                        | Гонка скасована                                                   |
|                          | Не брав участі                                                    |
| Жирний шрифт             | Поул-позиція                                                      |
| Курсив                   | Найшвидше коло                                                    |
| Числоу верхньому індексі | Позиція в спринті, що передбачає нарахування очок                 |

| Рік      | Команда         | Двигун         | Шини | Пілот           | Гран-прі | Гран-прі | Гран-прі | Гран-прі | Гран-прі | Гран-прі | Гран-прі | Гран-прі | Гран-прі | Гран-прі | Гран-прі | Гран-прі | Гран-прі | Гран-прі | Гран-прі | Гран-прі | Гран-прі | Гран-прі | Гран-прі | Гран-прі | Гран-прі | Гран-прі | Гран-прі | Гран-прі | Очки | Місце |
| Рік      | Команда         | Двигун         | Шини | Пілот           | БАХ      | САУ      | АВС      | ЯПО      | КИТ      | МАЯ      | ЕМІ      | МОН      | КАН      | ІСП      | АВТ      | ВЕЛ      | УГО      | БЕЛ      | НІД      | ІТА      | АЗЕ      | СІН      | США      | МЕХ      | САП      | ЛВГ      | КАТ      | АБУ      | Очки | Місце |
| -------- | --------------- | -------------- | ---- | --------------- | -------- | -------- | -------- | -------- | -------- | -------- | -------- | -------- | -------- | -------- | -------- | -------- | -------- | -------- | -------- | -------- | -------- | -------- | -------- | -------- | -------- | -------- | -------- | -------- | ---- | ----- |
| 2024     | Red Bull Racing | Honda RBPTH002 | P    | Макс Ферстаппен | 1        | 1        | Схід     | 1        | 1        | 21       | 1        | 6        | 1        | 1        | 51       | 2        | 5        | 4        | 2        | 7        | 5        | 2        | 31       | 5        | 14       | 5        | 18       | 6        | 589  | 3     |
| 2024     | Red Bull Racing | Honda RBPTH002 | P    | Серхіо Перес    | 2        | 2        | 5        | 2        | 3        | 43       | 8        | Схід     | Схід     | 8        | 78       | 17       | 7        | 7        | 6        | 8        | 17†      | 10       | 7        | 17       | 118      | 10       | Схід     | Схід     | 589  | 3     |
| Джерело: |                 |                |      |                 |          |          |          |          |          |          |          |          |          |          |          |          |          |          |          |          |          |          |          |          |          |          |          |          |      |       |

* Сезон триває.